# Altbau St. Nikolaus (Herschfeld)

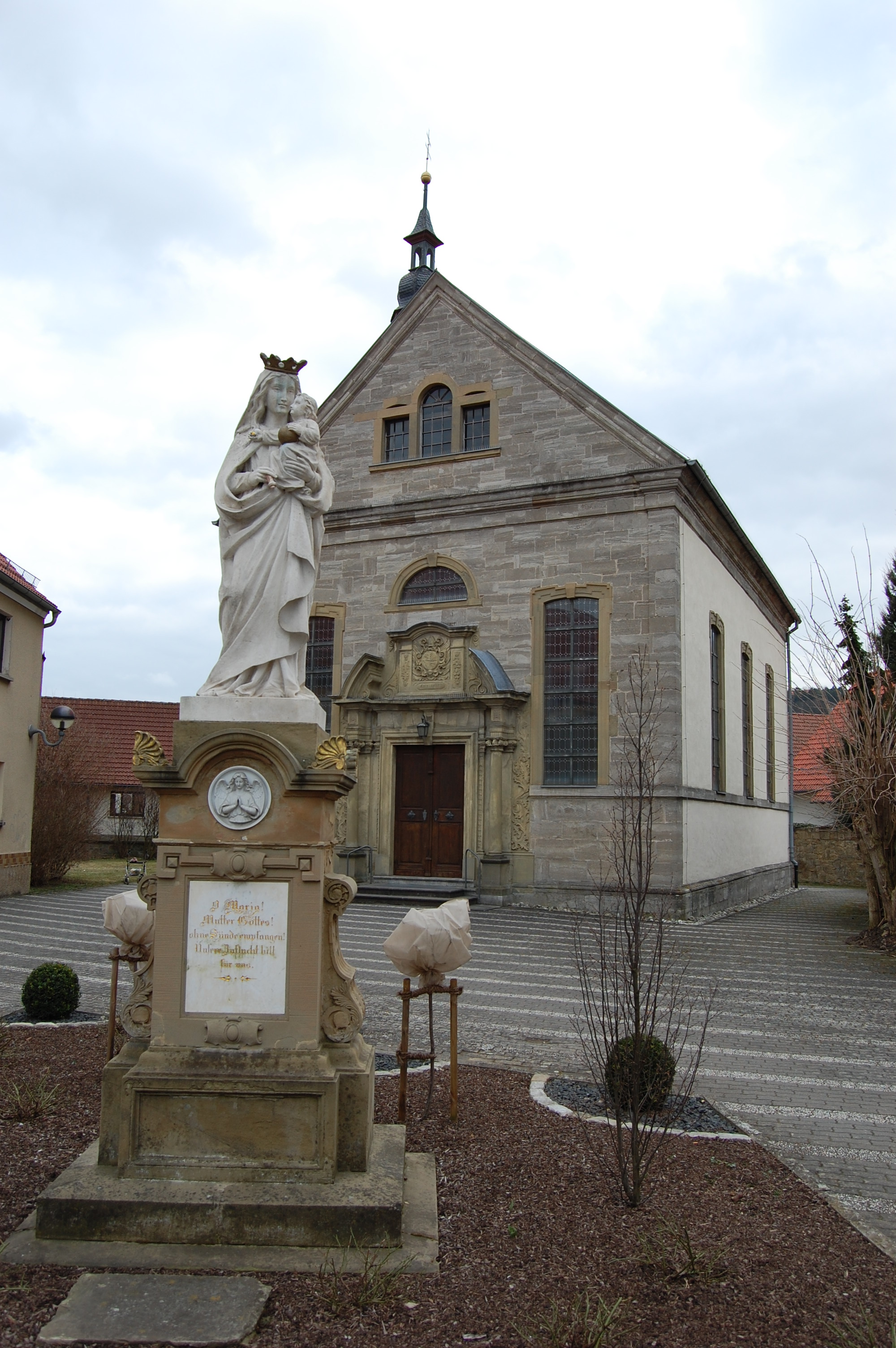
Altbau St. Nikolaus (Herschfeld)

Die römisch-katholische, ehemalige Pfarrkirche St. Nikolaus steht in Herschfeld, einem Ortsteil der Kreisstadt Bad Neustadt an der Saale im unterfränkischen Landkreis Rhön-Grabfeld in Bayern. Das Kirchenschiff des denkmalgeschützten Bauwerks entstand im ersten Viertel des 19. Jahrhunderts. Die Kirche gehört zur Pfarrei St. Nikolaus in der Pfarreiengemeinschaft St. Martin Brend (Brendlorenzen) im Dekanat Bad Neustadt des Bistums Würzburg.
Im Jahr 1969 wurde eine zweite, die neue St.-Nikolaus-Kirche eingeweiht.

## Beschreibung

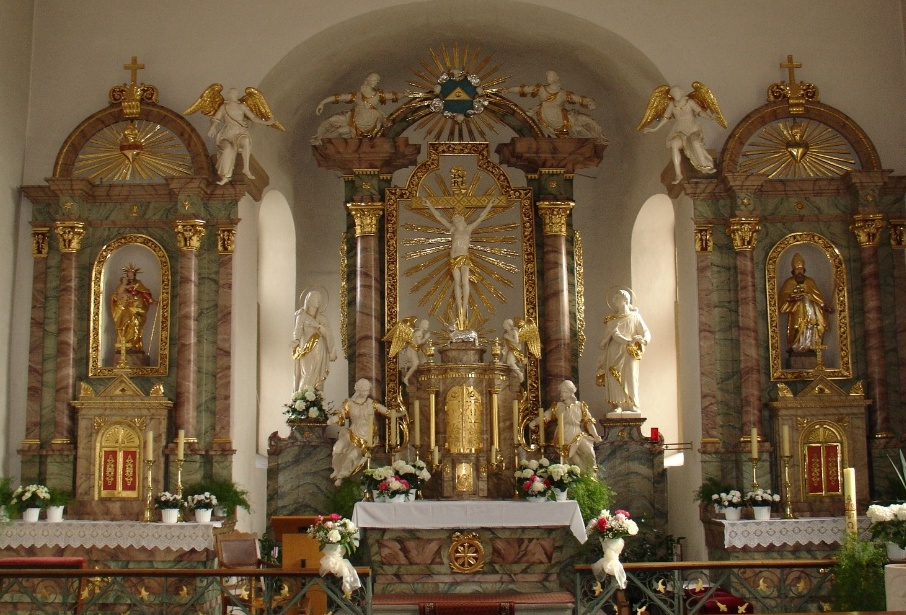
Altarraum

Das mit einem Satteldach bedeckte Langhaus der Saalkirche wurde 1825 erbaut. Seine Fassade im Norden wurde aus Quadermauerwerk errichtet. Der seitliche Kirchturm im Südosten des Langhauses ist im Kern mittelalterlich. Das oberste Geschoss des Kirchturms beherbergt die Turmuhr und den Glockenstuhl. Darauf sitzt eine schiefergedeckte Welsche Haube. Das mit einem Sprenggiebel bedeckte und seitlichen Pilastern flankierte Portal in der Fassade wurde von der abgebrochenen Klosterkirche Bildhausen übernommen.